# آلبرت و دیوید میزلز
آلبرت و دیوید مِیْزِلْز (انگلیسی: Albert and David Maysles؛ زاده آلبرت ۲۶ نوامبر ۱۹۲۶ دیوید ۱۰ ژانویهٔ ۱۹۳۱ – درگذشته آلبرت ۵ مارس ۲۰۱۵ / دیوید ۳ ژانویهٔ ۱۹۸۷) زوج سرشناس مستندساز تاریخ سینما اهل ایالات متحده آمریکا بود.
آلبرت به خاطر مجموعه‌ای از مستندها دربارهٔ آدم‌های عادی، نهادهای سیاسی و اجتماعی و همین‌طور هنرمندان و موسیقیدانان، که بیش‌ترشان را با همکاری برادرش دیوید ساخته، شهرت داشت، نه تنها سبک مستند را دگرگون کرد، بلکه بر سینمای داستانی نیز تأثیر گذاشت. آلبرت یکی از پیشگامان جنبش «سینما وریته» (سینمای مستقیم) (direct cinema) بود که، به خاطر شکل بی‌واسطه فیلم، به «سینمای مستقیم» معروف شد.
برادران میزلز یکی از اولین فیلم‌سازانی بودند که به ساخت فیلم در سبک «سینمای مستقیم» دست زدند، سینمایی که در سلسلهٔ وقایع دخالت نمی‌کرد و فقط نقش ناظری کنجکاو را داشت. برادران، روش کار خود را به رمان‌های غیر داستانی ترومن کاپوتی تشبیه می‌کردند که بر اساس کنار گذاشتن تمام پیش‌داوری‌ها و تلاش برای آموختن از آدم‌ها و موضوعات به جای تحت تأثیر قرار دادن و جهت دادن به آنها بود.

## زندگی‌نامه
آلبرت در ۲۶ نوامبر ۱۹۲۶ و دیوید در ۱۰ ژانویه ۱۹۳۱ در خانواده‌ای از مهاجران یهودی اروپای شرقی در «محله دورچستر» بوستون متولد شدند؛ و هنگامی که آلبرت ۱۳ ساله شد خانواده به بروکلین، ماساچوست نقل مکان نمود
از دانشگاه‌های سیراکیوز و بوستون مدرک روان‌شناسی گرفت و برای سه سال در بوستون به تدریس روان‌شناسی پرداخت، اما در تابستان ۱۹۵۵ ناگهان مسیرش را عوض کرد، دوربینی ۱۶ میلیمتری به دست گرفت و به اتحاد شوروی رفت تا مستند «روان‌پزشکی در روسیه» (Psychiatry in Russia) را بسازد.
در سال ۱۹۵۷ برادران میزلز سوار بر موتورسیکلت از مونیخ به مسکو سفر کردند و در راه اولین فیلم مشترکشان را دربارهٔ «انقلاب دانشجویان لهستانی» ساختند. آلبرت به عنوان فیلم‌بردار مستند مقدماتی، ساختهٔ رابرت درو، کار کرد که اثری دربارهٔ انتخابات مقدماتی حزب دموکرات و رقابت بین جان اف کندی و هیوبرت هامفری بود. مضمون سیاست در آثار بعدی آن دو با فیلم «با عشق از طرف ترومن» (With Love from Truman) (۱۹۶۶) ادامه پیدا کرد.
از سال ۱۹۶۵ و با ساخت «ملاقات با مارلون براندو» (Meet Marlon Brando)، برادران میزلز به ساخت مستند دربارهٔ آدم‌های مشهور گرایش پیدا کردند، اما بر خلاف شکل رایج این مستندها، فیلم‌های آن‌ها تصویری نزدیک به واقعیت و تحریف نشده از زندگی این آدم‌ها بود.
در همان سال، آلبرت میزلز در اپیزودی از فیلم چند اپیزودی «پاریس از نگاه…» (۱۹۶۵) با ژان‌لوک گدار، فیلمساز مشهور فرانسوی، همکاری کرد که یکی از اولین ساخته‌های مشترک گدار با یک فیلم‌ساز دیگر محسوب می‌شود.
اولین موفقیت بزرگ برادران میزلز در سال ۱۹۶۸ با فیلم «دستفروش» (Salesman) رقم خورد، فیلمی دربارهٔ چهار فروشنده دوره‌گرد انجیل در بوستون که در سال ۱۹۹۲ به خاطر ارزش‌های هنری و تاریخی‌اش وارد فهرست آثار تحت حمایت کتابخانه کنگره آمریکا شد.
مثل بیش‌تر کارگردانان جنبش «سینما وریته» در دههٔ ۱۹۶۰، تمرکز بر مسائل اجتماعی و سیاسی آن‌ها را از توجه به موسیقی پاپ و راک غافل نکرد و برادران چند فیلم با این موضوع کارگردانی کردند. اگرچه کنکاش آنها در موسیقی پاپ خود می‌توانست مایه‌هایی سیاسی و اجتماعی نیز پیدا کند.
اولین فیلم آنها در سال در سبک مستندهای موسیقی، «چه‌خبره؟ بیتلز در آمریکا» (What's Happening! The Beatles In The USA) ثبت ورود گروه انگلیسی بیتلز به نیویورک بود. اما مشهورترین اثرشان در این سبک و یکی از شاخص‌ترین آثار سینمای مستند «پناهم بده» (Gimme Shelter) در سال ۱۹۷۰ نام داشت که دربارهٔ کنسرت سال ۱۹۶۹ گروه رولینگ استونز در کالیفرنیا بود
«پناهم بده» تلفیقی است از صحنه‌های کنسرت و نماهایی از اتاق تدوین که در آن برادران میزلز صحنه قتل را برای میک جگر، خوانندهٔ گروه، نشان می‌دهند و دوربینی دیگر واکنش‌های جگر را ثبت می‌کند. فیلم سعی می‌کند لایه‌های متعددی از این ماجرا را بدون قضاوت کنار بزند. کارشناسان، این فیلم را سند مهم جامعه‌شناسانه‌ای می‌دانند از نسبت رسانه‌ها، موسیقی و سیاست در واپسین سال‌های دهه ۱۹۶۰.
آلبرت و دیوید از دهه ۱۹۷۰ از یک سو درگیر ساخت مستندهایی از آثار هنرمندانی «مثل کریستو و ژان-کلود» (Christo and Jeanne-Claude) بودند و از سوی دیگر موضوع‌های اجتماعی مانند سقط جنین یا وضعیت بهداشت و درمان در آمریکا را دستمایهٔ کار قرار می‌دادند.
آلبرت میزلز یکی از فیلمبرداران مستند «وقتی ما پادشاه بودیم» دربارهٔ محمد علی بود که بخاطر آن برنده شصت و نهمین دوره جوایز اسکار سال ۱۹۹۶ شد
یکی از بزرگ‌ترین پروژه‌های آلبرت میزلز که ساختش در ۱۹۹۷ و بعد از ۱۲ سال فیلمبرداری و تدوین به پایان رسید، مستند «کنسرت ویلز» (Concert of Wills: Making the Getty Center) بود دربارهٔ ساخته شدن بنای مرکز گتی در لس آنجلس که توسط معمار مشهور آمریکایی ریچارد مایر طراحی شده بود. این احتمالاً تنها مستند سینمایی است که ساخت یک بنای عظیم را از مرحله ایده تا اجرای نهایی گام به گام دنبال می‌کند.
آلبرت میزلز در سال ۲۰۰۱ «جایزه بهترین فیلم‌برداری» را برای مستند «اقوام لالی» (LaLee's Kin: The Legacy of Cotton) محصول شبکه اچ‌بی‌او را از جشنواره فیلم ساندنس گرفت و برای همان فیلم هفتاد و چهارمین دوره جوایز اسکار سال (۲۰۰۱) شد.
در سال ۲۰۰۵ آلبرت "Maysles Documentary Center" را بنیانگذاری نمود
آلبرت میلز در اواخر به عنوان فیلمبردار در تولید مستند "Keith Haring & the Moving Mural" مشارکت کرد و مستند "In Transit" به کارگردانی خودش را در مرحله پس از تولید داشت.
دیوید بر اثر سکته قلبی در ۳ ژانویه ۱۹۸۷ در سن ۵۴ سالگی در نیویورک سیتی درگذشت و آلبرت بر اثر عوارض طبیعی پنجشنبه شب ۵ مارس ۲۰۱۵ در سن هشتاد و هشت سالگی در خانه‌اش در منطقهٔ منهتن نیویورک درگذشت.
آلبرت میزلز در مقام فیلمبردار ۷۴ فیلم و در مقام کارگردان یا همکار کارگردان ۴۹ فیلم در کارنامه داشت.

## جوایز و افتخارات
- برنده جایزه امی سال ۱۹۸۷ بخاطر "ولادیمیر هوروویتس: آخرین رمانتیک" (The Last Romantic) (برادران میزلز)
- برنده جایزه امی سال ۱۹۹۱ بخاطر "سربازان موسیقی" (Soldiers of Music) (برادران میزلز)
- برنده جایزه امی بخاطر "Abortion: Desperate Choices" (آلبرت میزلز)
- برنده جایزه بهترین فیلم‌برداری از جشنواره فیلم ساندنس بخاطر "اقوام لالی" (آلبرت میزلز، Susan Froemke، دبرا دیکسون)

آلبرت میزلز در ۱۹۹۸ «جایزه رئیس جامعه فیلمبرداران آمریکا» را دریافت کرد و در ۲۰۱۱ به خاطر دستاوردهای چشمگیر خود در حوزه مستندسازی از «جشنواره کمرایمیج» جایزه گرفت. همچنین در ۲۸ ژوئیه ۲۰۱۴، «نشان ملی هنر» سال ۲۰۱۳ توسط باراک اوباما به آلبرت میزلز اعطا شد

## مستندهای آلبرت میزلز دربارهٔ موسیقی
- مستندی دربارهٔ گروه رولینگ استونز با عنوان Get Yer Ya Ya's Out
- هورویتز موتزارت می‌نوازند (۱۹۸۷) (دربارهٔ پیانیست کلاسیک ولادیمیر هورویتز)
- بیتلز: اولین سفر به آمریکا دربارهٔ گروه بیتلز)
- «پناهم بده» (۱۹۷۰) (دربارهٔ گروه رولینگ استونز)
- مونتری پاپ (فقط فیلم‌بردار) دربارهٔ کنسرت موسیقی پاپ با حضور جیمی هندریکس، راوی شانکار و دیگران